# Горшенін Костянтин Петрович
Костянтин Петрович Горшенін (нар. 28 травня 1907, місто Алатир Симбірської губернії, тепер Чувашії, Російська Федерація — 27 травня 1978, Москва) — радянський діяч, міністр юстиції СРСР і РРФСР, генеральний прокурор СРСР. Кандидат у члени ЦК КПРС у 1952—1956 роках. Депутат Верховної Ради СРСР 2-го і 4-го скликань. Канддат юридичних наук (28.06.1938), доктор юридичних наук (1968), професор (1944).

## Життєпис
Народився в родині робітника. У 1925—1927 роках — учень Казанського індустріального технікуму.
У 1927—1929 роках — секретар місцевого комітету профспілки залізничників, секретар колективу ВЛКСМ, завідувач робітничого клубу, секретар селищної ради станції Юдино Татарської АРСР.
У 1929—1930 роках — студент юридичного факультету Казанського державного університету.
Член ВКП(б) з 1930 року.
У 1930—1932 роках — студент, у 1932—1935 роках — аспірант Московського інституту радянського права.
Одночасно у 1934—1935 роках — завідувач господарсько-правового відділення, в.о. заступника директора Московського інституту радянського права з наукової і навчальної роботи.
У березні 1935 — вересні 1937 року — заступник директора Казанського університету радянського права з наукової і навчальної роботи.
У вересні 1937 — січні 1940 року — начальник Управління навчальних закладів Народного комісаріату юстиції СРСР. З 1938 року — член колегії Народного комісаріату юстиції СРСР.
26 січня 1940 — 12 листопада 1943 року — народний комісар юстиції Російської РФСР.
Одночасно у 1942—1952 роках — завідувач кафедри трудового права Московського державного університету.
13 листопада 1943 — 19 березня 1946 року — прокурор СРСР. 19 березня 1946 — 4 лютого 1948 року — генеральний прокурор СРСР.
29 січня 1948 — 31 травня 1956 року — міністр юстиції СРСР.
Одночасно 19 січня 1949 — серпень 1956 року — голова Юридичної комісії при Раді міністрів СРСР.
У 1956—1963 роках — директор Всесоюзного інституту юридичних наук.
У 1963—1967 роках — завідувач сектора законодавства про працю та соціальне забезпечення Всесоюзного науково-дослідного інституту радянського законодавства Юридичної комісії при Раді міністрів СРСР.
З 1967 року — персональний пенсіонер союзного значення в місті Москві.
Помер 27 травня 1978 року в Москві.

## Нагороди і звання
- два ордени Леніна (26.03.1945, 27.05.1947)
- орден Трудового Червоного Прапора
- орден Дружби народів
- медалі
- заслужений юрист Російської РФСР
- дійсний державний радник юстиції (2.03.1933)